# Абсолютное зло
«Абсолютное зло» (швед. Ondskan) — шведский драматический мини-сериал, премьера которого состоялась на стриминговом сервисе TV4 Play в 2023 году. Сериал основан на одноимённом романе Яна Гийу 1981 года. Режиссёрами сериала выступили Эрик Лейонборг и Даниэль Ди Градо. Главные роли исполнили: Исаак Кальмрот, Густаф Скарсгард и Теа Софи Лок Несс.
Первый эпизод шоу был показан на фестивале Way out West 11 августа 2023 года.

## Сюжет
Сериал рассказывает о 16-летнем Эрике, который регулярно подвергается насилию в доме со стороны отчима. После того как юношу исключают из школы за драку и переводят в интернат, насилие в его жизни не прекращается, напротив, становится ещё более жестоким. В школе царит атмосфера абсолютного зла и подавления любого инакомыслия, с которыми придётся столкнуться главному герою. Он влюбляется в Марию, которая работает в школьной столовой, и чувства к ней помогают парню противостоять школьному совету.

## В ролях
- Исаак Кальмрот[швед.] — Эрик Понти
- Густаф Скарсгард — Оке Понти
- Теа Софи Лок Несс — Мария
- Рут Вега Фернандес[англ.] — Карин Понти
- Кристиан Фанданго Сундгрен[англ.] — Отто Сильверхильм
- Александр Густавссон — Пьер Танги
- Бьёрн Мостен — Леффлер
- Нонни Ардаль — Дален
- Симон Тараккамяки — Йохан С.
- Йенс Хультен[англ.] — Тоссе Берг
- Симон Норртон[англ.] — ректор интерната
- Яннике Грут — преподаватель шведского языка
- Ральф Бек — преподаватель плавания
- Аксель Мориссе — преподаватель
- Расмус Кельвенстам — студент
- Юнатан Фальк — Мильтон

## Производство
Продюсером сериала выступил Тобиас Острём (SF Studios) в сотрудничестве с TV4 / C more. Съёмки проходили в начале 2022 года в Вильнюсе.